# 北斗の拳 (パチスロ)
北斗の拳（ほくとのけん）は2003年10月にサミーから発売されたストックタイプのパチスロ機。同名のアニメとのタイアップで作られた。累計販売台数は約62万台を記録し、パチスロ史上最大のセールス数となった。

## 概要
Cタイプの機種で、バトルボーナス（BB）と呼ぶ10ゲームの小役ゲーム（ベル以外の小役とベルの押し順が告知される）とレギュラーボーナス（公式サイトなどでは「JACゲーム」と説明されている。以下本記事でもJACゲームと表記）のセットを連続させることで出玉を獲得する。JACゲームは通常は高確率で抽選され、一旦ストックされる。そして、契機役を引くことによりBB低確率から高確率・前兆へとステップアップ（あるいはダウン）し、2種類のBB絵柄（「7」もしくは「北斗の拳」）をそろえることでBBを始めることが出来る（純ハズレ、またはRT解除スイカに当選するとBBを経由せずにJACゲームに突入する。このとき、継続抽選（1/128）に当選するとBB絵柄を揃えることなく継続率79%のBBに突入する）。
元々、AT機全盛期の中での機種開発となり、企画段階でのスペックは連チャン性抜群のAT機となるはずであった。しかし、AT機の賭博性が問題視され、規制を強化する動きが出てきたため、スペックの変更を余儀なくされた。結果的に、自主規制しつつ、且つ従来に無いゲーム性を追求した本機が誕生している。
本機の前に「CR北斗の拳（旧）」がリリースされたが、大きな人気は得られず、ほどなくしてホールから姿を消している。この「CR北斗の拳（旧）」の状況や、直前にリリースされた「ギャルズマジック」「キングキャメル」の失敗があったため、本機はリリース当初、あまり期待されずにホールデビューを迎えた。
デビュー後も、CGの映像に馴染めない打ち手からの批判などがあったが、ゲーム性が評価され徐々に人気化し、パチスロ雑誌の解説が出てきた事によって人気に火がついた。全盛期には多くのホールにおいて、常に満席という状況が続いた。空きが出るのを待つ客も多く見られ、20連を超え爆発的な連荘をしている台には、立ち見客が集まるという現象も起きた。
新規導入や増台の要望は後を絶たず、サミーには数ヶ月待ちとなる発注が積もっていった。北斗を増台するために改築する店、導入しているパチスロの半分が北斗という店もあった。「パチスロ専門店」も多く生み出し、ついには「北斗の拳専門店」までもが登場している。
2006年7月には本作の後継機にあたる『北斗の拳SE（スペシャルエディション）』が販売。翌2007年7月23日には5号機の『北斗の拳2 乱世覇王伝 天覇の章』が発売された。
本機は2006年10月頃に検定切れを迎え、全国の遊技場から撤去された。その後はゲームセンターなどに残るのみとなっている。
2010年5月に登場した『パチスロ蒼天の拳』は、5号機ではあるがゲーム性など「本機種を完全継承した機種」としてPRし、また2011年12月登場の『パチスロ北斗の拳 世紀末救世主伝説』では「初代・転生」と銘打ったPRを行なった。
2023年4月に、本作の完全復活リメイク機として、スマスロ北斗の拳がリリースされている。

## 演出とゲーム性
多くの打ち手が本機の虜になった要因は、やはり本機最大の醍醐味であるバトルボーナス（BB）であると思われる。このBBは、上記「10ゲームの小役ゲームとJACゲーム（レギュラーボーナス）のセット」とその継続であるが、次回継続するかどうかは1セット毎に抽選されており、継続回数は決まっていない。これは、次々回以降の継続が確定することがない一方で、継続回数の上限も定められていないということである（実際は内部ストックの関係上、250回連続辺りが限度）。また、4段階ある継続率による連荘は、設定には影響されない。これらの特徴は、「引きが良ければ一発で大勝」という期待をもたらした。
BBの魅力は通常時における期待感にも繋がり、打ち手を飽きさせなかった。中でも、チェリーやスイカ役による高確率状態への移行抽選や、BB放出抽選の存在はファンを魅了した。特に中段チェリー（2チェ）に当選すると、低確率・通常時でも25%・高確率時においては100%の確率で、BBが放出される。そのため、打ち手は常にチェリーやスイカを引く事を期待してプレイし、引いてからもしばらくの間は席を立てなかった。第2世代のCR北斗の拳シリーズでは、ラオウステージ移行（ケンシロウバージョンでは高信頼度リーチ、その他のバージョンでは突確）へのチャンス演出として、継承されている。
液晶演出も多彩で、原作漫画やアニメ版北斗の拳に沿った演出が多いため、それを知っているファンを惹きつけた。JACゲーム中には、ケンシロウとラオウの一対一の格闘が行われた。この格闘の結果はBBの継続に連動していたため、その動きに打ち手は一喜一憂した。3ゲーム目でケンシロウが現れたときの安堵感、ラオウの攻撃時にパンチだった時の期待感、反対にラオウが剛掌波を出した時の不安感、ラストBET時の緊張感、とバランスの良い演出が、打ち手をさらに熱くさせたのである。後にこのバトルボーナスに似通った演出を取り入れた機種が、パチスロやパチンコに登場したのは本機の影響と言える。

### ラオウ昇天
また、BBが10回以上継続すると1/3の確率で、BGMがアニメ版の主題歌『愛をとりもどせ!!』に変化する（変化したラウンドだけ、次回JACが確定）ほか、BBが20回以上継続するとBBの継続が終了するJACゲームでは、プレミアム演出（ラオウが昇天する場面）が出ることになっており、この演出を見るために北斗の拳を打つファンも多かった。ただし稀にではあるが、ストック切れによりバトルボーナスが終了した場合は、昇天演出がされず通常画面に戻る。
この演出は、第2世代のCR北斗の拳シリーズでも見ることが出来る（ケンシロウバージョンでは本作と同条件＝確変20連チャン以上継続した場合の確変終了となる大当たりで見ることが出来る。その他のバージョンでは、大当たり確定のプレミアムリーチとして出現する）。どちらの場合も、引き戻し（1G連モードや前兆モードへの移行、時短中の大当たり）は含まない。
過去にも人気作品の漫画や映画とのタイアップ機種は多数存在したが、本機では名作・北斗の拳を非常にうまく使いこなし、斬新かつ優れたゲーム性に融合させている。

## ヒットの影響
本機の大ヒットは、漫画連載やアニメ放映などリアルタイムでは北斗の拳を鑑賞した事のない・知らなかった層らが、改めてアニメや原作漫画に興味を持つきっかけとなった。アニメDVDや原作単行本は勿論のこと、グッズなども多数売り出され、「第3次北斗ブーム」と呼ばれるまでになった。東宝の新作映画『真救世主伝説 北斗の拳』シリーズにも繋がり、社会現象と評されることもあった。サミー自身もこれをきっかけとして、対戦型格闘ゲームを制作するに至っている（発売時にはセガに移管している）。本機稼働開始の約2年前の2001年に、コピー打法騒動により重大な損失を被り、サミーは倒産寸前ともいえる程の経営危機に陥っていたが、本機の起死回生の大ヒットにより業績が急回復し、人気メーカーの地位を確立するきっかけとなった。
また、勝てば継続出来るバトルタイプの形態は後に京楽産業.の『CRぱちんこウルトラセブン』『CRぱちんこウルトラマン』『CRぱちんこ歌舞伎剣（ソード）』『CRぱちんこ仮面ライダー』『CRぱちんこ黒ひげ危機一髪2』、西陣の『CR球界王』等の機種に多大な影響を与えた。但し、『CR北斗の拳』伝承、『CRゴジラ』（ニューギン）以外のバトルタイプは突時・突通（および、潜伏確変や、機種によっては小当たりも）が存在するため、大当たりを引き当てても出玉を得られないことがある。

## バトルボーナス
バトルボーナスとは、本機種の最高役のことを言う。
内部的には通常は低確率・通常・高確の3モードを行き来しているが、契機役を引いてバトルボーナス当選モードに上がると前兆・7・北斗の3つのモードのどれかに進み、大部分が経由する前兆モードは32ゲーム以内で7か北斗モードへ移行し、7・北斗の各モードはすぐにそれぞれの絵柄がそろうようになる。
なお、その際液晶上では敵キャラ（シン、サウザー、ジャギ、アミバ、なおアミバは対戦演出に入った時点でボーナス確定）を倒しているか、ラオウかユリアかトキと出会っている。

### BBの継続について
バトルボーナスは内部的に、4つのモードが存在する。これはバトルボーナスの継続率の違いで、66%・79%・85%・89%の4つがある。これらは、「7」及び「北斗の拳」絵柄を揃える第3停止ボタンを放す瞬間に決定される。完全に把握することはできないが、演出の内容である程度推測することはできる。また演出によっては、「継続率79%以上が確定」といったものも存在する。
なお、20連以上のバトルボーナス終了時（ストック切れによる強制終了を除く）は「ラオウ昇天」のエンディングがある。ただしこれは「純粋な」継続でなければならず、引き戻し（1G連経由など）を含めた20連では、ラオウは昇天しない。
「7」と「北斗の拳」揃いの違いに関してであるが、「北斗」揃いの場合のほうがバトルボーナスのモードの選択率として継続率の高いモードを選択しやすい（ほぼ85%以上）。7か北斗が揃ったときのケンシロウのオーラの色は、どの継続確率が当選したかによって振り分けが異なる。ちなみに、通常と異なり1G連による当選では、「北斗の拳」の選択率が「7」と同等まで上がっている。
JACゲーム中は基本的にケンシロウとラオウの対戦となるが、他のキャラクターが割り込んできた場合に継続率が特定されるものもあり、演出からも目が離せない。なお、「7」と「北斗の拳」の振り分けは、前兆最終ゲームの第3停止ボタンを放す瞬間に決定される。
なお、どのモードにいても純ハズレまたはRT解除スイカに当選すると、JACゲームに突入する。モードによって異なるが（BBモード以外でも継続率が設定されている）、それぞれのモードでの継続抽選（通常モードの場合は1/128）に当選するとBBに突入する（通常モードからの継続後は、79%継続モードに移行）。

### 構成
1. ATゲームは10ゲーム（ベルナビは失敗すると、「なにやってんだよー!」とバットに怒鳴られる。その他の小役ナビに関しては、取りこぼしても注意されない）。ただし、純ハズレまたはRT解除スイカ成立で終了（JACゲームへ強制移行）。また10ゲーム目は、基本的にJAC絵柄の押し順がナビされる。
2. JACゲームは8回（レギュラーボーナス。15枚役が8回。押し順が指定される）

### 継続の条件
JACIN時の第3停止ボタンを放す瞬間に抽選される継続抽選に当選する限り、継続する。また、即放出や即前兆を抽選することもある。これは、高継続率ほど発生しやすい。即放出の場合は、赤7と北斗図柄選択の対比が1:1なので、赤7で連荘中に北斗図柄が抽選ということもある。ただし、北斗図柄で連荘中に赤7が抽選されることもある。継続確定のBB中の演出上の、主なポイントは
- JACゲームの3回目に、ケンシロウの攻撃になるか味方のキャラクター（トキ、レイ）が出現する。
- JACゲームの6回目に、ラオウの攻撃を避ける。
- JACゲームの8回目（ケンシロウがバトルに敗れた時）に、背景の雲が流れていること。（止まっていれば、基本的に対戦＝BBはここで終了）
- JACゲームの8回目の次ベットで、リンかユリアがケンシロウを呼ぶこと。

### 参考
- ラオウパンチは、ケンシロウが負けても雲が流れることが多い。
- ラオウキックは、5分5分である。
- ラオウ剛掌波で雲流れとケンシロウ攻撃時レイ出現は、継続率79%モード以上確定。
- ラオウパンチKO→ユリア復活、百烈拳ヒットとラオウパンチ時にトキ出現は継続率85%モード以上確定。
- 上記2種類の確定演出が頻発すると、89%モード濃厚。

## ゲーム機
実戦パチスロ必勝法
サミーが販売（現在はセガゲームスが販売元）していた必勝法シリーズで2004年5月27日にPlayStation 2ソフトで発売。本作はパチスロシミュレーションソフトとしては異例の100万本を突破した。PS2版のみ声優はすべて本機と同じオリジナルである。
第9回 CESA GAME AWARDでは新たなゲームジャンルを確立したとして評価され、特別賞を受賞する。2005年2月24日にはクオリティを上げ、携帯サイトと連動した新しいミニゲーム、そして幻の昇天パネルなどをプラスしたパチスロ北斗の拳Plusが同ハードで発売される。
その後もニンテンドーDS（2005年6月4日）とPlayStation Portable（2005年6月30日）の携帯ゲーム2機でもソフトが販売される（この2つのソフトに関してはケンシロウやザコといった一部の声優が変わっている）。
2007年5月24日にはWiiで本機とCR版とSEが一緒になったソフトが販売されている。
オンラインゲーム
オンラインゲームサイト『777town.net』にてプレイが可能である。
携帯サイト
携帯サイト『サミー777タウン』にてプレイが可能である。

## 裏モノ
空前の大ヒットを起こした本機種だが、他機種と同様に裏仕様へと違法改造された例も少なくなかった。大半は、小役をカットして継続率を上げるような荒波化させる仕様であったが、一部には単発を超えると昇天(20連以上)が確定するといったような極端な改造を施された例も存在した。これらの台は、オークションサイトや通販で購入が可能であり、パチスロ専門ゲームセンターや台湾でも遊技が可能。中にはプライズマシン化され、一般ゲームセンターに設置されている例も存在する。

### 小役カットバージョン
通常時、およびBB(AT)中の小役をカットし、継続率を上昇させたもの。裏物の中では、最も一般的な仕様。継続率を任意で変更可能なものも存在した。

### 昇天バージョン
継続率の抽選を変更し、当選の大半は単発終了だが、それを超えると20連以上が確定する仕様。20連きっちり打ち切りになるバージョンとそれ以降で継続率が変わるような仕様が存在する。これらは仕様がマッチしたこともあり、ゲームセンター等でメダルマシンやプライズマシンに転用される場面が多々見られた。

### 継続率可変バージョン
通常、BBは当選から終了まで継続率が変わらず常に一定確率での抽選だが、BB中に継続率が変わるバージョン。一例として、初回は50%だがそれを超えると79%以上で抽選されたり、逆に一定以上の連荘が発生すると継続率が下がるようなバージョンも存在。特定の継続回数(7連など)で終了した場合、天国が確定し即座に次回BBが発動するといった風変わりなバージョンも存在した。